# Maren Strack
Maren Strack (* 21. Oktober 1967 in Hamburg) ist eine deutsche Künstlerin, die in den Bereichen Performance, kinetische Installation und Video arbeitet.

## Leben
Maren Strack studierte von 1988 bis 1996 an der Akademie der Bildenden Künste in München und 1990 bei Valie Export an der Internationalen Sommerakademie für Bildende Kunst in Salzburg. Zuvor lernte sie Flamencotanz bei Gonzales Reyes und war von 1985 bis 1991 Mitglied seiner Kompanie. Während des Studiums begann sie im Beziehungsfeld von Bildhauerei und Bewegung / Tanz zu arbeiten und ihre kinetischen Installationen und Performances zu entwickeln.
1997 zog sie von München nach Berlin und 2016 nach Birkenwerder (Brandenburg).
Von 2008 bis 2013 war sie Gastprofessorin, ab 2009 Studiengangsleiterin des Studiengangs Raumstrategien der Kunsthochschule Berlin-Weißensee. Seit 2009 hat sie einen Lehrauftrag für Performance an der Universität der Künste, Berlin.

## Stil
Die Performances von Maren Strack bewegen sich zwischen Bildender Kunst, Skulptur, Tanz, neuer Musik, Video und Theater. Sie zeigt ihre Arbeiten in Museen, öffentlichen Räumen, auf Tanz- und Theaterbühnen.
Stracks Performances entwickeln sich entlang des szenischen Spiels mit gefundenem Material. In ausgetüftelten Kostümen, in denen sie auf der Bühne performt, setzt sie das Material harten Belastungsproben aus. Die choreografierten Bewegungsabläufe folgen den dabei entstehenden Klängen: „So unterschiedlich die einzelnen Performances in ihrer Erzählform auch sein mögen, immer verhandelt die 55-jährige Künstlerin ein grundsätzliches Thema: Es geht um eine rhythmische, klangliche und choreographisch-musikalische Recherche.“
In ihren jüngeren Arbeiten (Frauen am Herd, 2021, Forgotten Instruments, 2022, The Breathshow, 2023) entwickelte Strack Performances durch die Live-Modifizierung elektronisch verstärkter Materialklänge zu einer Art performativer musique concrète.¶

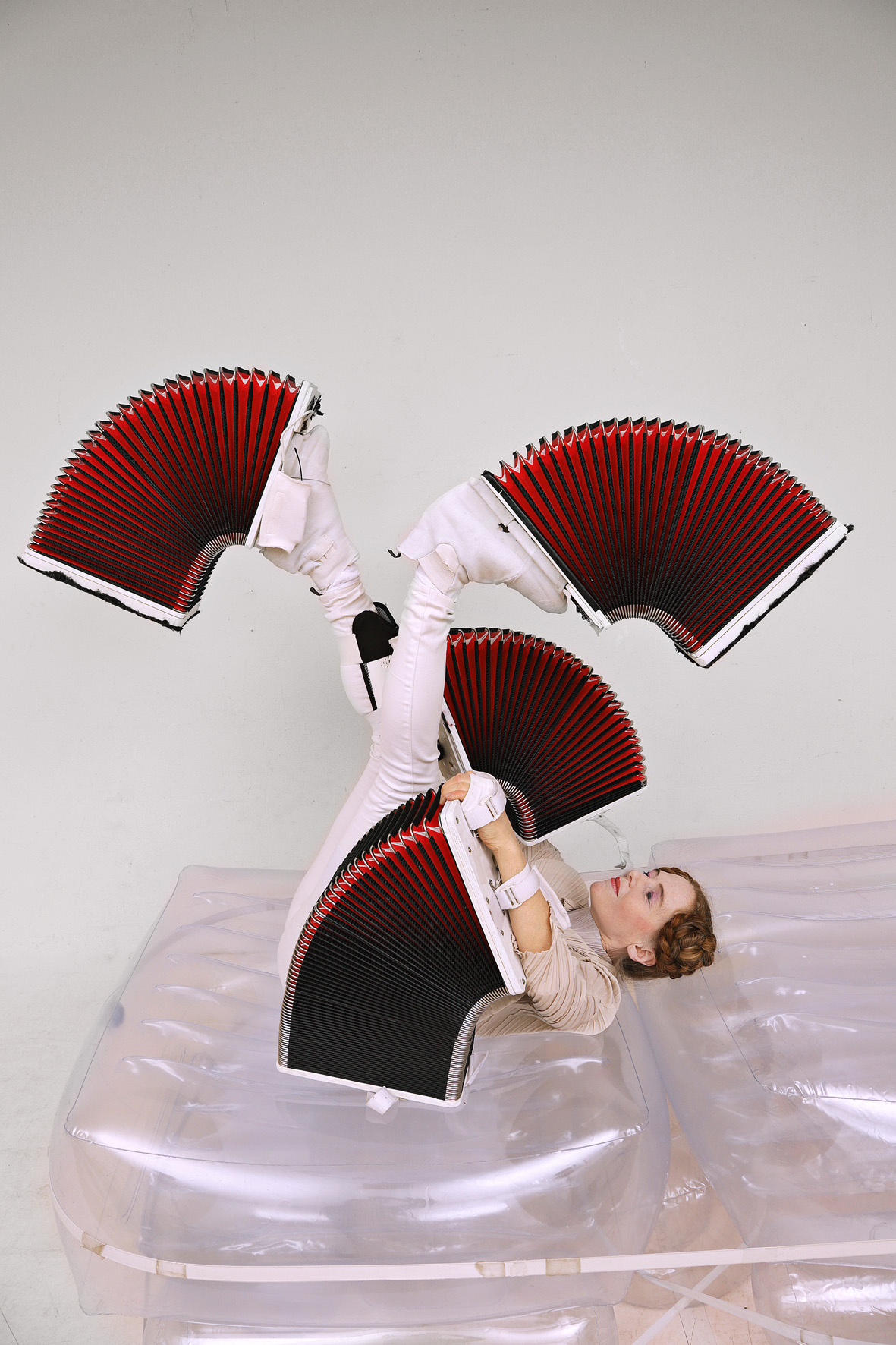
Maren Strack: THE BREATHSHOW; Foto: Uwe Arens

Stracks kinetische Installationen sind Objekte aus vorgefundenem und wiederverwertetem Material, die durch Ventilatoren, kleine Elektromotoren und Intervallschaltungen in ständiger Bewegung aus Unwucht-, Dreh- und Kippmomenten gehalten werden.

## Werk

### Performance
Seit 1995 entwickelt Maren Strack Performances und Installationen. Für ihre Performances schneidert sie sich Kostüme aus Alltagsfunden: Autoreifen, ein Outdoor-Zelt, Küchenutensilien, ausgediente Bandoneonbälge. Sie sammelt Reste, nicht mehr Gebrauchtes, Weggeworfenes und Gefundenes auf, das sie für ihre Performances zusammennagelt, klebt, schweißt, näht und lötet.
In ihren choreografierten Performances erforscht sie das Potenzial und die Grenzen dieses Materials: In der spannungsgeladenen Interaktion zwischen Körper und Maschine offenbart es sich als ein Medium, dessen Formenvielfalt keine Grenzen kennt:
„Die Bühnenaktionen sind, wie bereits die kurze Beschreibung signalisiert, schnell umrissen. Es dürfte jedoch auch deutlich werden, dass das Bühnengeschehen, in seiner Reduziertheit, sehr viel mehr (re)präsentiert als bloß die Summe seiner Aktionen. Unterschiedlichste Assoziationsketten werden im Verlauf ausgelöst und bereiten den Weg für eine Vielzahl von Körper- und Bewegungsbildern, die sich im Rezeptionsprozess jeder/jedes Einzelnen materialisieren.“
„Das Spannende […] ist der Prozess der Zusammensetzung. Aus Bewegung, Requisiten, Geräuschen und ihrer ironisch-wirkenden Mimik, die zudem Distanz zum „happening“ verrät, baut sie ein Mosaik an „Geschichten“, die freien Raum für Assoziationen in den Köpfen der Zuschauer lassen. Schicht für Schicht entblättert oder in Gegenbewegung. Schicht für Schicht zusammengesetzt, erwächst die „story“.“
Stracks Material Performances rufen thematisch alle möglichen Phänomene des modernen Lebens auf und verhandeln so mittelbar und assoziativ unterschiedlichste Gegenwartsthemen. Dabei sind die Performances von Maren Strack „existenziell weiblich, denn sie spielen mit den Erwartungen an weibliche Körper, haben ein tänzerisches Moment, denn sie hat fünf Jahre in einer Flamenco-Kompanie getanzt“. Strack untersucht immer neue Dimensionen eines Frauenbildes, „in dem Eigenständigkeit, Durchsetzungskraft, Abenteuerlust und feminine Ausstrahlung zusammengehören.“

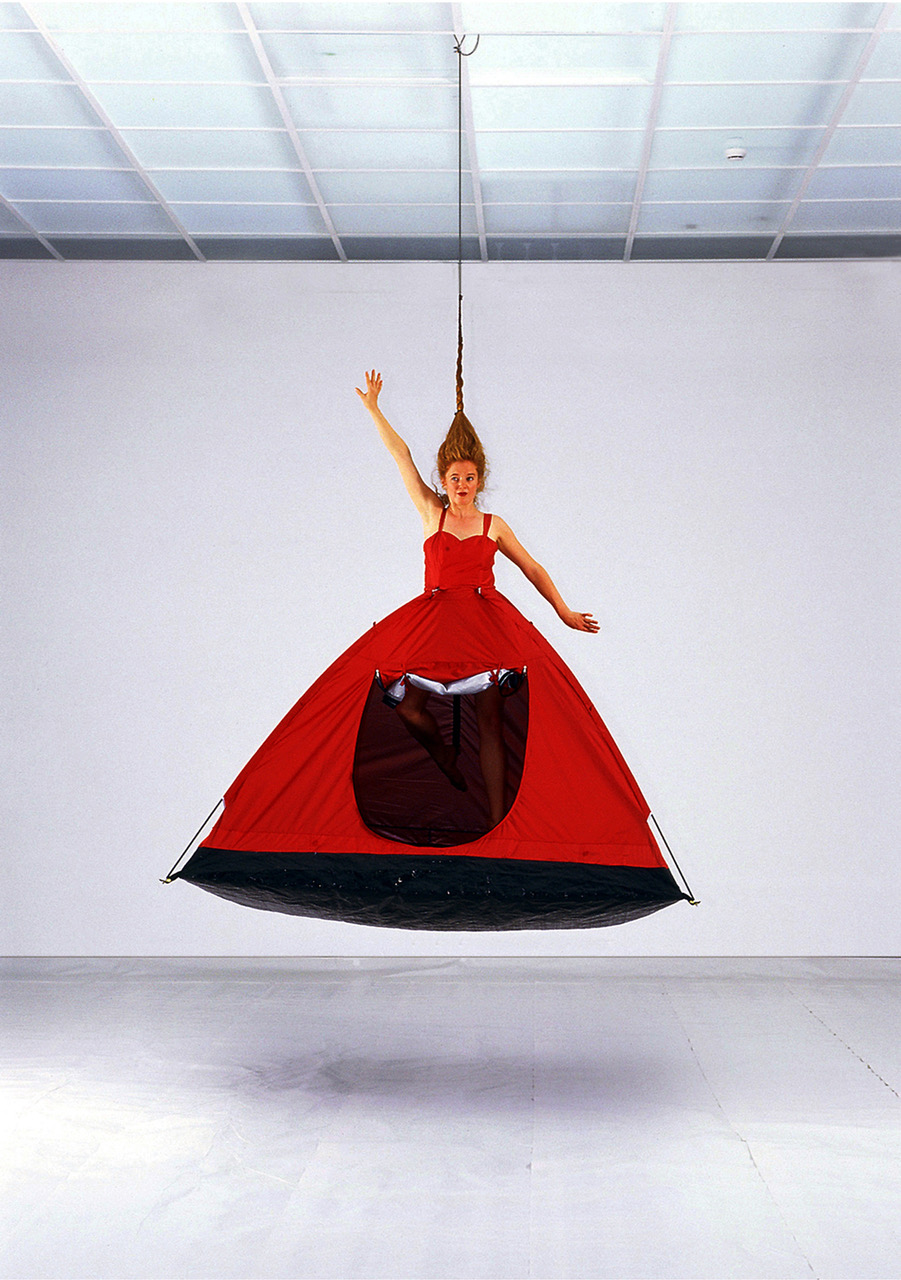
Maren Strack: Muddclubsolo; Foto: Peter Hartung

Zu ihren wichtigsten frühen Arbeiten gehören Ytong (1997), bei dem sie einen Gastbetonstein zertanzt und ICE Lise Meitner (1999), bei dem sie mit Eisenkufen auf einer vier Quadratmeter großen Stahlplatte tanzt. Häufig gezeigt und vielfach besprochen wurde auch ihre Performance Muddclubsolo (2002): Sie hängt scheinbar an ihren eigenen Haaren an der Decke, ihr Kleid besteht aus einem roten Outdoor-Zelt.
Mit Bildern von Weiblichkeit spielt Strack auch in Latex (1999) und Frauen am Herd (2021), in denen sie Haushaltsgeräte mal in sirrende Bewegung bringt, mal zu ohrenbetäubendem Heavy Metal verarbeitet.
In THE BREATHSHOW bebildert Strack ein über fünfzig Minuten lang gleichförmiges Metrum aus Ein- und Ausatem-Geräuschen szenisch mit einem Kostüm aus Bandoneons. Dabei verstärkt sie, wie schon in Frauen am Herd und Forgotten Instruments (2022) die Geräusche, die das Material erzeugt, durch Kontakt- und Piezomikrofonierung und entwickelt entlang dieser live modifizierten Klänge eine performative musique concrète, die sich als eine szenische Abfolge bewegter Klangbilder entfaltet.
Ihre Performances zeigte Strack unter anderem an folgenden Orten: Pavillon Mies van der Rohe, Barcelona; Goetheinstitut Salvador Bahia, Brasilien; Städelmuseum, Frankfurt; Stadtgalerie Sofia, Bulgarien; Akademie der Künste, Berlin; Panasonic Center, Tokio, Japan; Printemps de Septembre, Toulouse; Berliner Festspiele; In Motion, Museum für moderne Kunst, Barcelona; Fondation Cartier pour l´art contemporain, Paris; Vooruit, Gent, Belgien; Haus am Waldsee, Berlin; Goetheinstitut Belgrad; Deutsches Museum, München; Ménagerie de Verre, Paris; Festival Tanz im August, Berlin; Yamaguchi Centre for Media and Arts, Yamaguchi, Japan; Künstlerhaus Mousonturm, Frankfurt; Festival Perspectives, Saarbrücken; Pina Bausch Festival, Essen; BankArt 1929, Yokohama, Japan; In Situ, Marseille; Neuer Berliner Kunstverein, Berlin; Rathausgalerie, München.

### Installation
Neben den Performances baut Strack kinetische Installationen, „repetitive Skulpturen“, die sie in unterschiedlichen Kontexten zeigt. Zuletzt in einer Werkschau in der Rathausgalerie München im Jahr 2019.

## Performances
- 2023 THE BREATHSHOW
- 2023 Songlines for Truckers
- 2022 Forgotten Instruments
- 2021 Frauen am Herd
- 2020 Sonate für Pumpen und Tüten
- 2019 Der Stechlin. Ein getanztes Naturdrama
- 2013 Three Pieces and a Lecture
- 2010 Migratory Restlessness
- 2009 Hotel Idyll
- 2008 Reservereifen
- 2007 Figure 8 Race
- 2006 Figure 8 Race
- 2004 6 Feet Under
- 2004 6 Feet Deeper
- 2003 Das Laufmaschenistnichtmehrzukittensolo
- 2002 Muddclubsolo
- 2000 Latex
- 1999 ICE Lise Meitner
- 1998 Rasender Stillstand
- 1997 Ytong
- 1997 Elfenbeinstein, Kunstverein, München

## Auszeichnungen
- Akademie Schloss Solitude, 2001, Stuttgart

- Künstlerinnenhof Die Höge, 2000, Bassum

- Das beste deutsche Tanzsolo (Sonderpreis), 1998, Leipzig

- Förderpreis des Kulturreferats der Stadt München, 1996

## Ausgewählte Beiträge, Veröffentlichungen
- Maren Strack, Vier Performances, Galerie Friese, München, 1997
- Art_Clips.ch.at.de – 90 Kurzvideos aus der Schweiz, Österreich und Deutschland[12], CD-ROM/DVD, Verfasser / Herausgeber: Gerhard Johann Lischka (Hg.); Verlag, Ort: Hatje Cantz, Ostfildern; Jahr: 2006; ISBN 978-3-7757-1899-8, 3-7757-1899-0, https://zkm.de/de/publikation/artclipschatde
- Printemps de Septembre, ACTES SUD edition (October 3, 2001), ISBN 978-2-7427-3527-3
- F.- Jahrhundertwanderungen, Hrsg. Gerlinde Förster, Christine Düwel, 2019, ISBN 978-3-934532-88-5
- GEDOK 25 Jahre Künstlerinnennetzwerk Brandenburg, Hrsg. Gerlinde Förster, GEDOK Brandenburg e.V. 2019, ISBN 978-3-934532-52-6
- Durchreise: Fünfundzwanzig Jahre Künstlerhaus Bethanien Berlin : ein Almanach zur Geschichte der Künstlerresidenz und Projektwerkstatt der zeitgenössischen Künste 1975–2000 (German Edition) by Künstlerhaus Bethanien Berlin, Paperback, 506 Pages, Published 2000, ISBN 978-3-932754-11-1